# اتحادیه مجیدپور (کشاب پور)
اتحادیه مجیدپور (به لاتین: Majidpur Union) یک منطقهٔ مسکونی در بنگلادش است که در Keshabpur Upazila واقع شده‌است.
 اتحادیه مجیدپور ۶۴٫۰۲ کیلومتر مربع مساحت و ۲۴٬۴۲۴ نفر جمعیت دارد.